# Smuxi
Smuxi ist ein freier, durch irssi inspirierter und plattformunabhängiger IRC-Client, dessen Zielgruppe die Gnome Benutzeroberfläche ist. Er hat eine Separation von Frontend und Anwendungskern, die in einer grafischen Anwendung vereint sind.

## Architektur
Smuxi basiert auf dem Client-Server-Modell: Der Kern der Anwendung kann auf einem Server ausgeführt werden, der rund um die Uhr mit dem Internet verbunden ist. Einer oder mehrere Clients können anschließend mit dem Kern verbunden werden, sodass die Verbindung zu IRC-Netzwerken aufrechterhalten wird, während die Clients geschlossen wurden. Ebenso ermöglicht es, von jedem Rechner auf den Smuxi-Server zuzugreifen und so IRC-Nachrichten jederzeit empfangen zu können. Die Kombination der Anwendungen Screen und Irssi dienten als Vorbild für diese Architektur.
Ebenso besteht die Möglichkeit, den Kern der Anwendung lokal zu betreiben. In diesem Fall wirkt Smuxi wie ein gewöhnlicher IRC-Client, es ist kein zusätzliches Verwalten des Anwendungskerns nötig.

## Funktionalitäten
Im Gegensatz zu einem Bouncer ermöglicht die Architektur von Smuxi das Anzeigen der originalen Zeitstempel sowie die Anzeige von Highlights, die seit dem Abtrennen des Frontends eingegangen sind. Außerdem ermöglicht Smuxi die Konfiguration und Speicherung der Einstellungen in der Engine, sodass die Konfiguration auch beim Verbinden unterschiedlicher Frontends nur einmal erfolgen muss. Weiterhin unterstützt Smuxi das Einfärben von Nicks mit über alle Channel und IRC-Netzwerke hinweg identischen Farben, sowie ein Caret-Modus, ähnlich wie er in Firefox zu finden ist, der das Navigieren durch die Nachrichten unter Benutzung der Tastatur ermöglicht. Neben den üblichen Funktionalitäten, wie der Unterstützung von CTCP, Channel-Suche und Nickname-Vervollständigung, können die Farben für Schrift, Hintergrund und Hervorhebungen geändert werden. Der Client bietet ein grafisches User-Interface mit Reitern, in dem Gesprächsfenster umsortiert werden können. Smuxi kann sich sowohl mit einer lokalen Engine als auch einer entfernten Engine unter der Benutzung eines Drop-Down Menüs (ähnlich wie screen in Benutzung mit irssi) verbinden. Als erstes Protokoll neben dem IRC-Protokoll ist bereits das Twitter-Protokoll implementiert. Ebenso wurde die benutzerdefinierte Highlight-Liste umgesetzt. So können nun Worte definiert werden, die hervorgehoben werden, statt wie bisher nur Zeilen, in denen der exakte Nick verwendet wurde. Zusätzlich können Filter individuell gesetzt werden. So ist es möglich, keine, lediglich bestimmte oder alle Event-Messages sowie normale Nachrichten auszufiltern. Dies kann sogar Protokoll- oder Channel-spezifisch geschehen.

## Geplante Funktionalitäten für die kommende Version
Für die kommenden Versionen von Smuxi sind einige weitere Funktionalitäten geplant. Hierzu gehören unter anderem die Unterstützung von SSL und IPv6, sowie HTTP-/SOCKS-Proxy. So soll es eine benutzerdefinierte Listen mit Wörtern geben, die hervorgehoben werden, statt wie bisher nur Zeilen, in denen der exakte Nick verwendet wurde.

## Verbreitung
In den meisten großen Linux-Distributionen ist Smuxi zu finden. Zum Beispiel in: Debian und Debian GNU/kFreeBSD, Ubuntu, Gentoo Linux, Arch Linux, und openSUSE Community Repository.
Weiterhin ist Smuxi für Windows 2000 / XP / Vista / 7 / 8.x (32-bit und 64-bit Architektur) verfügbar.

## Kritiken
“If you’re looking for IRC clients you’re spoilt for choice with many distributions, as there are plenty to choose from. Some are text-based (IRSSI), some integrate well with instant messenger applications (Pidgin) while others are simply IRC clients through and through. Smuxi falls into the latter category, and we're glad it does, because it's a good little IRC client.”

„Wenn Sie nach einem IRC Client suchen, haben Sie die Qual der Wahl mit vielen Varianten, da es viele gibt, aus denen man wählen kann. Einige sind textbasiert (IRSSI), einige fügen sich gut in Sofortnachrichten Anwendungen ein (Pidgin) während andere einfach IRC clients durch und durch sind. Smuxi fällt in die letztere Kategorie und wir sind froh, dass es das tut, denn es ist ein guter kleiner IRC Client.“

“Smuxi is a lightweight client with a slim, yet fully customizable interface. … Smuxi allows the user to completely change the default interface, moving or removing just about any aspect.”

„Smuxi ist ein leichtgewichtiger Client mit einer schlanken dennoch völlig anpassbaren Benutzerschnittstelle. … Smuxi erlaubt dem Nutzer die standardmäßige Benutzerschnittstelle komplett zu verändern, jeden Gesichtspunkt hinzuzufügen oder zu entfernen.“